# Peetla soo
Peetla soo är en sumpmark i Estland. Den ligger i landskapet Lääne-Virumaa, i den centrala delen av landet, 110 km sydost om huvudstaden Tallinn.